# Schaatsen op de Olympische Winterspelen 2010 - Ploegenachtervolging vrouwen

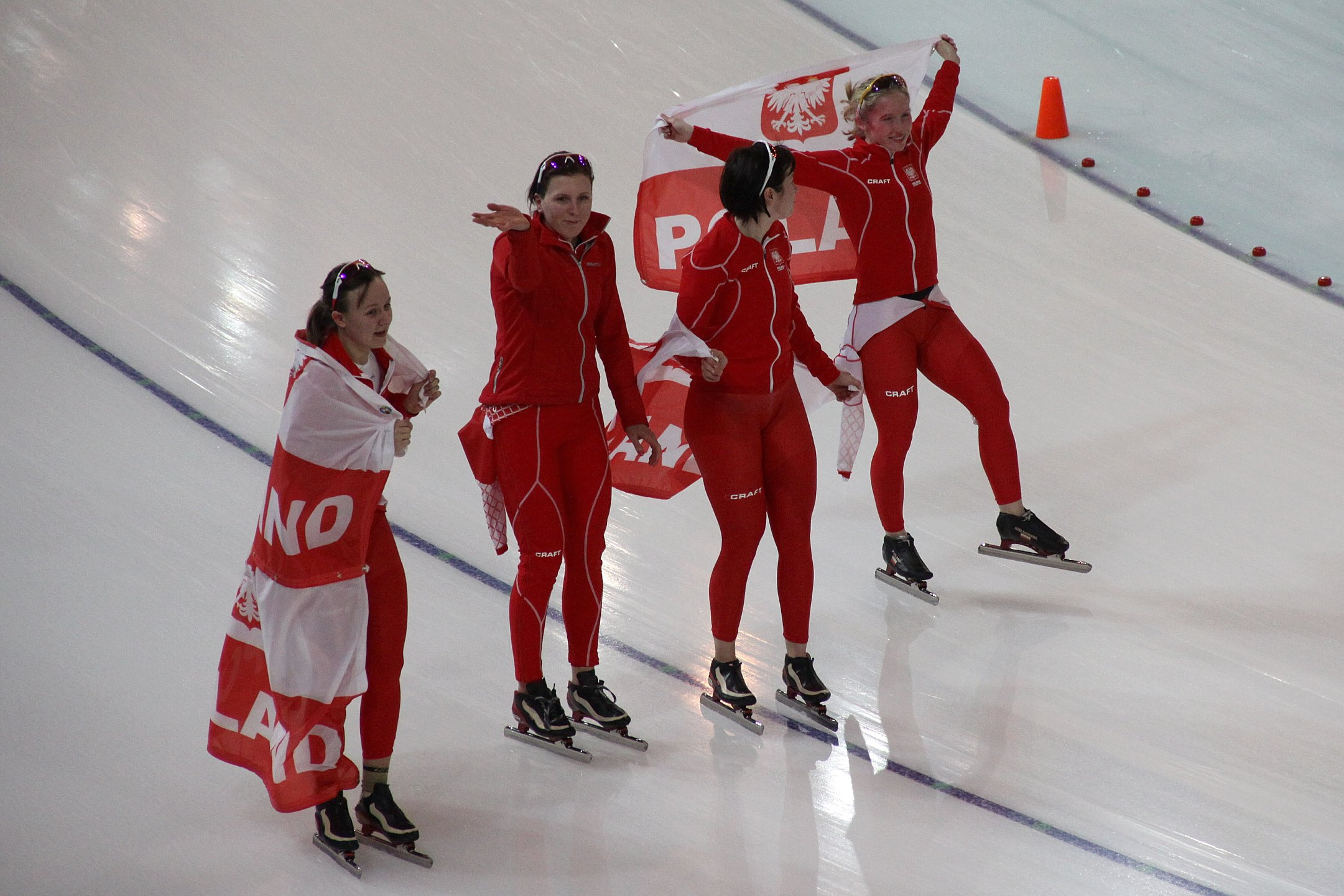
De Poolse vrouwen vieren de bronzen medaille

De ploegenachtervolging vrouwen op de Olympische Winterspelen 2010 in Vancouver vond plaats op 26 en 27 februari 2010 in de Richmond Olympic Oval in Richmond, Canada. Plaatsing geschiedde via de eerste drie wedstrijden van de wereldbeker ploegenachtervolging en via beste seizoenstijden.

## Records
| Titelverdediger  | Daniela Anschütz Anni Friesinger Claudia Pechstein   | Duitsland | 3.01,25 | Turijn  |
| Wereldrecord     | Kristina Groves Christine Nesbitt Brittany Schussler | Canada    | 2.55,79 | Calgary |
| Olympisch record | Kristina Groves Cindy Klassen Christine Nesbitt      | Canada    | 3.01,24 | Turijn  |

### Kwartfinale
| Schaatsers                         | Land | Tijd    | – | Schaatsers                              | Land | Tijd    |
| ---------------------------------- | ---- | ------- | - | --------------------------------------- | ---- | ------- |
| Hozumi / Kodaira / Tabata          | JPN  | 3.02,89 | - | Lee / Noh / Park                        | KOR  | 3.07,45 |
| Lichatsjova / Lobysjeva / Sjichova | RUS  | 3.04,86 | - | Bachleda-Curuś / Woźniak / Złotkowska   | POL  | 3.02,90 |
| Anschütz / Beckert / Friesinger    | GER  | 3.01,97 | - | Groenewold / Valkenburg / Wüst          | NED  | 3.03,37 |
| Groves / Nesbitt / Schussler       | CAN  | 3.02,24 | - | Rodriguez / Rookard / Swider-Peltz, Jr. | USA  | 3.02,20 |

### Halve finale
| Schaatsers                      | Land | Tijd    | – | Schaatsers                              | Land | Tijd    |
| ------------------------------- | ---- | ------- | - | --------------------------------------- | ---- | ------- |
| Hozumi / Kodaira / Tabata       | JPN  | 3.02,72 | - | Bachleda-Curuś / Woźniak / Złotkowska   | POL  | 3.02,91 |
| Anschütz / Beckert / Friesinger | GER  | 3.03,72 | - | Rodriguez / Rookard / Swider-Peltz, Jr. | USA  | 3.03,78 |

### Finales
| Schaatsers                            | Land | Tijd    | – | Schaatsers                        | Land | Tijd    |
| ------------------------------------- | ---- | ------- | - | --------------------------------- | ---- | ------- |
| Hozumi / Kodaira / Tabata             | JPN  | 3.02,84 | - | Anschütz / Beckert / Mattscherodt | GER  | 3.02,82 |
| Bachleda-Curuś / Woźniak / Złotkowska | POL  | 3.03,73 | - | Raney / Rodriguez / Rookard       | USA  | 3.05,30 |
| Groves / Nesbitt / Schussler          | CAN  | 3.01,41 | - | Valkenburg / Voorhuis / Wüst      | NED  | 3.02,04 |
| Lobysjeva / Sjabanova / Sjichova      | RUS  | 3.06,47 | - | Lee / Noh / Park                  | KOR  | 3.06,96 |

### Eindrangschikking
| Rang   | Schaatssters                                    | Land             |
| ------ | ----------------------------------------------- | ---------------- |
| Goud   | Anschütz / Beckert / Friesinger / Mattscherodt  | Duitsland        |
| Zilver | Hozumi / Kodaira / Tabata                       | Japan            |
| Brons  | Bachleda-Curuś / Woźniak / Złotkowska           | Polen            |
| 4      | Raney / Rodriguez / Rookard / Swider-Peltz, Jr. | Verenigde Staten |
| 5      | Groves / Nesbitt / Schussler                    | Canada           |
| 6      | Groenewold / Valkenburg / Voorhuis / Wüst       | Nederland        |
| 7      | Lichatsjova / Lobysjeva / Sjabanova / Sjichova  | Rusland          |
| 8      | Lee / Noh / Park                                | Zuid-Korea       |

2006 · 
2010 · 
2014 ·
2018 ·
2022